# Hurt (Lied)
Hurt ist ein Rocksong von Trent Reznor, dem Frontmann der Band Nine Inch Nails. Das Stück wurde 2002 auch von Country-Sänger Johnny Cash aufgenommen.

## Veröffentlichung
Das Stück wurde 1994 auf dem Konzeptalbum The Downward Spiral veröffentlicht, es folgten Veröffentlichungen als Promo-Single und ebenso auf dem Remix-Album Further Down the Spiral. Live-Versionen des Songs findet man auf And All That Could Have Been (2002) und Beside You in Time (2007).
Wie die anderen Lieder des Albums stellt Hurt einen Teil einer Geschichte dar, in der das lyrische Ich in Depressionen verfällt. Es ist der 14. und letzte Track des Albums und damit das Ende der Geschichte. Es stellt den Abschiedsbrief des lyrischen Ichs dar, das im vorherigen Lied The Downward Spiral Suizid begangen hat – oder es zumindest versucht hat.

## Coverversion von Johnny Cash
2002 interpretierte Johnny Cash auf seinem Album American IV: The Man Comes Around den Song in einer deutlich kürzeren Version (3:39) neu. Ursprünglich hatte Cash den Vorschlag seines Produzenten Rick Rubin abgelehnt, das Stück einzuspielen, da er mit der Originalversion der Nine Inch Nails nichts anfangen konnte. Erst nachdem Rubin für Cash ein Demo des neu arrangierten Songs einspielte, entschloss dieser sich zur Aufnahme des Stücks; später lobte er es als den besten Anti-Drogen-Song, den er je gehört habe. Anschließend fragte Rubin bei Reznor an, ob er damit einverstanden wäre, dass Cash eine Coverversion von Hurt veröffentlicht. Der Frontmann von Nine Inch Nails erhielt zwei Wochen nach dem Anruf die aufgenommene Version per Post.

„Zwei Wochen vergingen. Dann bekam ich eine CD per Post zugeschickt. Ich habe sie mir angehört, und es war sehr komisch. Da war diese andere Person, die sich meinen persönlichsten Song zu eigen machte. Das zu hören war, als wenn jemand deine Freundin küsst. Es fühlte sich an wie ein Eingreifen in die Privatsphäre.“

Reznor fügte hinzu, dass es für ihn dennoch eine große Ehre war, da mit Johnny Cash einer der größten Sänger und Songwriter aller Zeiten einen seiner Songs covern wollte. Diese Tatsache würde ihm mehr bedeuten als die Grammys der Musikindustrie.
Das Cover erhielt den CMA Award Single of the Year 2003, im Mai 2008 fand sich die Single immer noch auf Platz eins der „Top Singles of the 2000s“ auf Rate Your Music.
Das Video zur Coverversion unter der Regie von Mark Romanek wurde mit einem Grammy für das Beste Musik-Kurzvideo 2004 und als Music Video of the Year 2003 bei den Country Music Awards ausgezeichnet.

### Chartplatzierungen
Nach Erscheinen der Version von Johnny Cash als CD-Single (zusammen mit einer Coverversion des Depeche-Mode-Songs Personal Jesus) konnte sich der Titel 2003 für sechs Wochen in den deutschen Singlecharts platzieren. Er erreichte Platz 82. Nachdem im August 2010 Das Erste eine 45-minütige Dokumentation über Johnny Cash ausgestrahlt hatte, wurde auch Hurt auf Download-Portalen verstärkt gekauft und erreichte noch einmal die Charts.
Die höchste Nachfrage und Platzierung (Platz 68) erreichte der Titel im Februar 2012, nachdem Behnam Moghaddam ihn in der Casting-Show The Voice of Germany interpretiert hatte. Die Version von Moghaddam konnte sich ebenfalls platzieren und erreichte Platz 31, die bis heute höchste Chartnotierung für den Titel in Deutschland.

### Auszeichnungen für Musikverkäufe
| Land/Region                  | Auszeichnungen für Musikverkäufe (Land/Region, Auszeichnung, Verkäufe) | Verkäufe  |
| ---------------------------- | ---------------------------------------------------------------------- | --------- |
| Brasilien (PMB)              | Gold                                                                   | 30.000    |
| Dänemark (IFPI)              | Gold                                                                   | 45.000    |
| Deutschland (BVMI)           | Gold                                                                   | 150.000   |
| Italien (FIMI)               | Gold                                                                   | 25.000    |
| Neuseeland (RMNZ)            | 2× Platin                                                              | 60.000    |
| Spanien (Promusicae)         | Gold                                                                   | 30.000    |
| Vereinigte Staaten (RIAA)    | Gold (Single) · + 2× Platin (Videosingle)                              | 600.000   |
| Vereinigtes Königreich (BPI) | 2× Platin                                                              | 1.200.000 |
| Insgesamt                    | 6× Gold · 5× Platin ·                                                  | 2.095.000 |

Hauptartikel: Johnny Cash/Auszeichnungen für Musikverkäufe

## Weitere Coverversionen
- 2004 coverte Zimbl, der ehemalige Sänger der Bates, den Song auf seinem Soloalbum Bubblegum Trash Forever.[11]
- 2006 wurde der Song von der deutschen EBM- / Synth-Pop-Band Absurd Minds auf ihrem Album The Cycle gecovert.[12]
- Ende 2011 veröffentlichte die britische Sängerin Leona Lewis eine Version von Hurt. Diese erreichte Platz 8 der britischen Charts.[13]
- Ebenfalls 2011 veröffentlichte die US-amerikanische Post-Hardcore-/Metalcore-Band Hundredth eine Coverversion auf dem Album Let Go.
- Eine weitere Bearbeitung erschien im Frühjahr 2013 von Youn Sun Nah auf ihrem Album Lento.[14]
- Im Juli 2013 veröffentlichte die Bochumer Band Secret Discovery[15] ihre Version des Hits.
- 2015 wurde der Song von der deutschen Band Mindead auf dem Album Controlling the Tides gecovert.
- 2016 folgte eine Version der portugiesischen Fado-Sängerin Mísia auf ihrem Album Do Primeiro Fado Ao Ultimo Tango.
- 2017 coverte die schwedische Band In Flames den Song für ihre EP Down, Wicked & No Good, nachdem der Song bereits seit 2012 in einer Akustikversion auf Konzerten gespielt worden war.[16]
- 2021 coverte der Hörspielverlag Wolfy-Office den Song als Promotrack für die Hörspielreihe Die Prüfung. Eingespielt wurde der Song vom Musiker Peter Müller, eingesungen von den Sprecherinnen Constanze Buttmann, Stephanie Preis und Katja Keßler, die auch die Hauptrollen in dem Hörspiel sprachen.[17]